# Anthidiellum forsteni
Anthidiellum forsteni là một loài Hymenoptera trong họ Megachilidae. Loài này được Ritsema mô tả khoa học năm 1874.